# 2871 Schober
2871 Schober је астероид главног астероидног појаса чија средња удаљеност од Сунца износи 2,258 астрономских јединица (АЈ).
Апсолутна магнитуда астероида је 12,9.